# 國立故宮博物院
國立故宮博物院，簡稱臺灣故宮或臺北故宮，別名中山博物院，是臺灣最具規模的博物館以及臺灣八景之一，也是古代中國藝術史與漢學研究機構。主館舍位於臺北市士林區，並於嘉義縣太保市設有南部院區，一年接待超過614萬人次的參訪旅客，曾位列2015年全球參觀人數第六多的藝術博物館。其為中華民國的中央二級行政機關，院長則為視同部會首長的特任官。
國立故宮博物院的前身是成立於京兆地方（今北京）紫禁城外廷的古物陳列所，1925年10月10日在紫禁城內廷另外組織了故宮博物院，後來因為抗日戰爭爆發輾轉遷移至南京市和四川省等地，古物陳列所於第二次世界大戰後裁撤併入國立中央博物院籌備處。隨後第二次國共內戰衝突導致時局再陷動盪，包括國立北平故宮博物院在內的6個機構於是在1948年11月10日決定遷往臺灣，幾經改組易名，最終由國立北平故宮博物院和國立中央博物院籌備處合併為國立故宮博物院，1965年11月12日在臺北現址復院開幕。此後，其致力打造成為文化創意產業加值應用的虛擬博物館，館舍也歷經多次整修擴建。
國立故宮博物院典藏為數近70萬件文物與藝術作品，大部分是原先國立北平故宮博物院、國立中央博物院籌備處和國立北平圖書館等機構所藏來自紫禁城、盛京行宮、避暑山莊、頤和園、靜宜園和國子監等處皇家舊藏；另有部分是編列預算購置，接收自第二次世界大戰結束日本歸還部分文物，以及透過各界捐贈和徵集而來。藏品時間跨度涵蓋新石器時代至今長達8,000年，各類藏品分別交由器物處、書畫文獻處和南院處等3個策展部門管理，當中以長篇銘文的青銅器、古代早期的名家書畫、善本古籍和官窯瓷器等蒐藏最具影響力。展廳內是按照文物類別以編年方式系統性地陳設7,000件展品，器物類展件相隔半年至2年輪換一次，書畫和圖書文獻類展件為每3個月定期更換。

## 歷史

### 京兆成立
中華民國成立後，臨時政府和清廷達成《清室優待條件》協議，允許用外國君主禮節對待退位後的清朝宣統皇帝溥儀，並供給歲用400萬銀圓，皇族和他們的下屬可以暫時居住在紫禁城內廷，於是溥儀宣布退位。後來金紹城在內務部總長朱啟鈐任內提議籌備古物陳列所，內務部便指派楊乃庚和治格等人會同清室內務府人員，將熱河避暑山莊和盛京行宮內3,150箱約234,100餘件文物分13批移至紫禁城外廷。1913年12月24日頒布《古物陳列所章程》；隔年2月4日在武英殿配殿成立古物陳列所，後續幾座外廷建築也劃入作為辦公和貯藏之用，武英殿和敬思殿內部則改建為陳列室，陳設古代皇室的蒐藏，於10月11日下午2點開放各界參觀。
溥儀雖居於內廷，卻常以賞賜其弟溥傑和舊臣想要借閱欣賞等名義，挑選內務府貴重且便於攜帶的珍藏，利用溥傑和溥佳放學時機夾帶出宮，輾轉存放在天津和長春的私宅；期間造成1,353件書畫（其中手卷1,285件、冊頁68件）及502函、210部善本古籍流失宮外。清室小朝廷和共和制並行與現實多所牴觸，且歲幣虛耗國庫，於是黃郛攝政內閣和溥儀商定《修正清室優待條件》，後由京畿警衛司令鹿鍾麟奉命將廢除皇帝尊號的溥儀逐出紫禁城。同年11月20日，以委員長李煜瀛為首的清室善後委員會成立，由10名政府代表、5名清室代表，京師警察廳、高等檢察廳和京兆教育會各派1名監察員共同議定《點查清宮物件規則》，並分組會同專家及事務員嚴加執行點查和登錄宮內文物的工作。
孫文辭世後，清室遺老復辟勢力亟欲恢復《清室優待條件》。1925年9月29日，為了避免溥儀再度入宮造成文物外流，清室善後委員會委員長李煜瀛於是在召集全體委員會議，會中決議儘速成立故宮博物院。同時擬定了《故宮博物院臨時組織大綱》，設立古物館和圖書館，採取董事會監督和理事會管理制度；據此又擬定《故宮博物院臨時董事會章程》和《故宮博物院臨時理事會章程》，遴選21名董事和9名理事，公推李煜瀛為理事長並主持院務，最終擇定故宮博物院在當年國慶日揭幕以示雙重紀念。開幕當天上午9點先開放民眾參觀，下午2點才在乾清門內舉行典禮儀式；內部至乾清宮以神武門作為故宮博物院正門，外廷部分仍是古物陳列所。1926年318慘案後，董事和理事的聯席會在3月26日推定莊蘊寬和盧永祥共同擔任維持時期維持員；後來又歷經故宮保管委員會委員長趙爾巽、故宮博物院維持會會長江瀚和故宮博物院管理委員會委員長王士珍等3次改組和人事異動。
國民革命軍北伐平定京兆地方後，國民政府派易培基在1928年6月26日接收故宮博物院。國民政府委員會委員經亨頤旋即在隔日提案廢除故宮博物院、籌備中央逆產處理委員會來處理拍賣或移置故宮文物，以及在南京成立中央博物院；中央古物保管委員會委員長張繼為此呈文給中央政治會議駁斥抗議。國民政府後來在10月5日公布《故宮博物院組織法》和《故宮博物院理事會條例》，新設秘書處、總務處和文獻館，故宮博物院改直隸於國民政府，委員會制改為院長制，理事會成為院內議會和監督機關；10月8日又任命37名理事，並推李煜瀛為理事長，易培基為院長，易培基、張繼和李宗侗為常務委員；此舉形同間接否決了經亨頤的前兩項議案。

### 避戰流離

#### 南京籌備

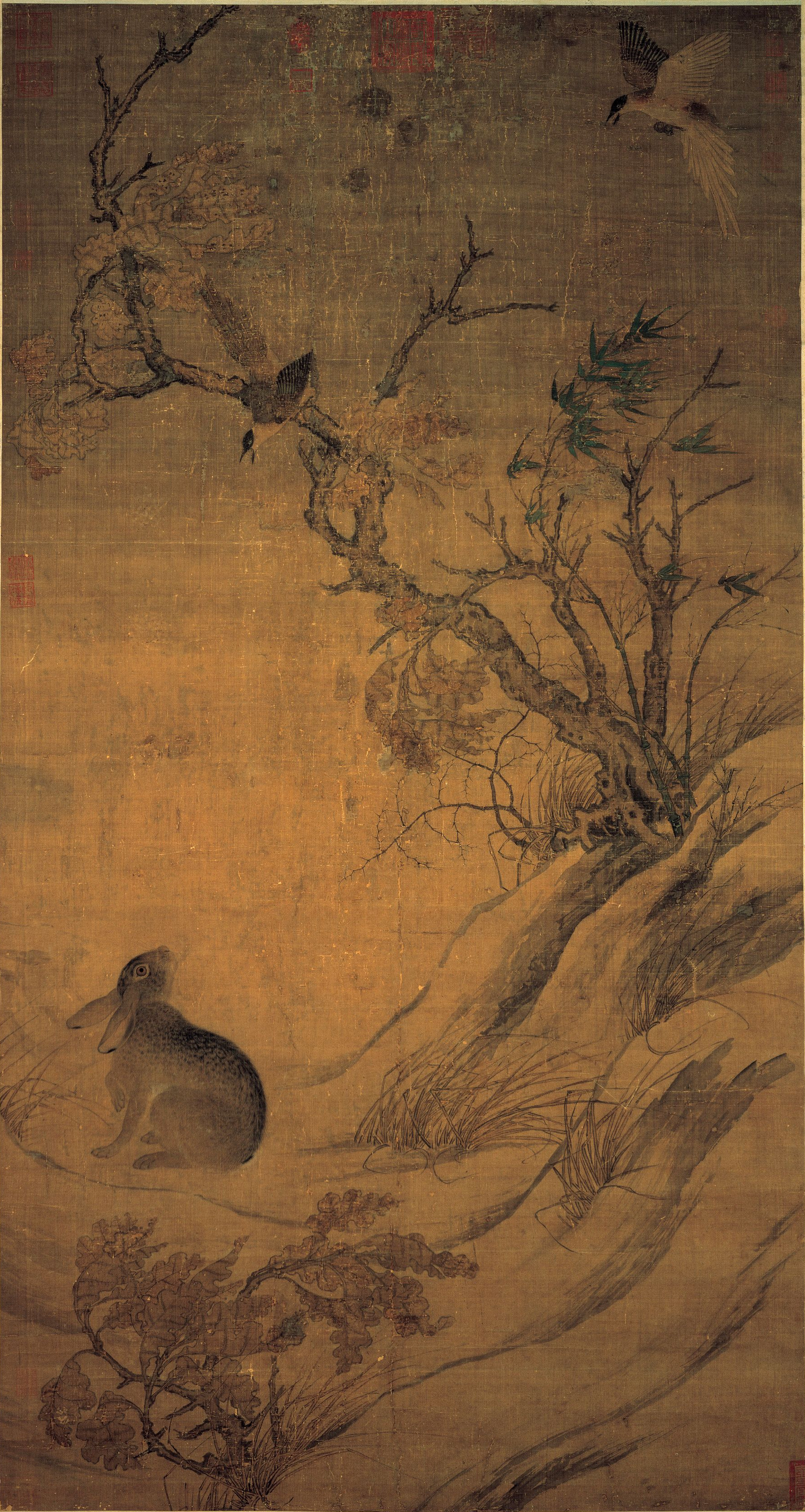
崔白透過敏銳觀察，捕捉到兩隻山喜鵲向闖入領域的野兔鳴叫示威和對峙瞬間的〈雙喜圖〉

關東軍發動918事變占東北後，國民政府著手文物南遷計畫。隔年，關東軍攻陷熱河，進逼北平，故宮博物院理事會決議古物南運，將院藏文物精華立即裝箱並捆紮停當。隨後李宗侗先行至南京籌備，經請示代理行政院院長宋子文，決定文物落腳上海。但反對南遷者以周肇祥為首的部分北平人士，聚眾在太和門演講與示威阻撓，後遭到北平當局制止。
隨著華北情勢告急，北平在1933年2月5日夜間宣布戒嚴，裝箱文物連夜被幾十輛板車輪流運上火車，隔天黎明啟運。沿途有100名軍政部憲兵和若干名院內警衛荷槍實彈戒備，由平漢鐵路轉隴海鐵路再沿津浦鐵路南下，首批文物在吳瀛和那志良等人押運停靠南京下關；3月中旬才將檔案運到行政院大禮堂暫時落腳，古物和圖書另以招商局江靖輪運抵上海法租界天主教堂街仁濟醫院內存放。隨後馬衡、袁同禮、沈兼士及俞同奎等人各押一批運抵，至5月15日止，共有5批文物抵上海，分別來自故宮博物院13,491箱、古物陳列所5,415箱、頤和園640箱與國子監11箱，合計19,557箱。同時又另外在英租界四川路向業廣公司租了一層倉庫，南遷各單位人員隨後於文物存放地點就近承租數棟公寓作為宿舍和辦事處，並在上海辦事處主任歐陽道達帶領下持續對南遷文物清點和重新審定編目的工作。
中華民國教育部於1933年4月選在南京北極閣中央研究院成立國立中央博物院籌備處，擬定《國立中央博物院暫行規則》，由傅斯年擔任籌備處主任，翁文灝、李濟和周仁分別為自然、人文與工藝3館主任。李濟在隔年7月接替籌備處主任，隨後成立中央博物院建築委員會，由9名委員推選翁文灝出任委員長；7月26日又推傅斯年、張道藩和丁文江為常務委員，梁思成為專門委員；並在8月4日致函南京市政府，擬徵收土地作為博物院。10月5日，中央政治會議決議將古物陳列所文物劃入國立中央博物院人文館。隔年，《國立北平故宮博物院暫行組織條例》公布，國立北平故宮博物院隸屬國民政府行政院；繼又在4月4日於南京召開理事會，蔡元培任理事長，馬衡實際授任院長；12月，理事會通過了沈兼士和王世在南京朝天宮成立南京分院與修建庫房的議案。
國立中央博物院籌備處在1935年4月收到南京市政府函復後，主體建築6月初便動工興建，11月1日起施行《國立中央博物院籌備處暫行組織規程》。同年，國立北平故宮博物院著手籌畫倫敦「中國藝術國際展覽會」參展事宜。朝天宮庫房新建工程接著在1936年3月展開。國立中央博物院籌備處稍後在4月15日成立理事會，會中擬定通過《國立中央博物院理事會議事細則》和《國立中央博物院各館組織暫行通則》，由教育部會同中央研究院聘請13名理事，推定蔡元培為理事長，傅斯年為秘書。同年7月，國立歷史博物館所屬南遷文物併入國立中央博物院籌備處。存放上海文物在12月17日全數遷入朝天宮地庫，並於次年1月1日成立國立北平故宮博物院南京分院，北平和上海兩辦事處隨即撤銷。之後因為抗日戰爭全面爆發，敵機對南京頻繁轟炸，國立中央博物院籌備處工程被迫在8月底停工。

#### 西遷四川
淞滬會戰爆發次日，遷運南京和國立中央博物院籌備處文物先後分南、中、北3路西遷。南路80箱文物是5月17日剛結束倫敦展覽會運抵南京的精品，加上未提選赴展的〈散氏盤〉和〈快雪時晴帖〉等諸多傳世孤品要件，隨即登上由莊嚴、那志良和曾湛瑤等人押運的招商局建國輪，經南昌至漢口，在武昌轉汽車抵長沙，存放在湖南大學圖書館地下室；隔年11月運往桂林；1938年1月31日遷至貴陽六廣門一處花園內；隔年2月又移至安順華嚴洞存放，由莊嚴出任安順辦事處主任，期間揀選了100件貯於洞中的文物赴莫斯科和列寧格勒（今聖彼得堡）參加「中國藝術展覽會」；1944年冬再遷往四川巴縣。
中路9,370箱文物，由杭立武和楊師庚等人押運招商局江安輪與英商黃埔輪沿長江水路，先後在1937年11月9日和12月2日運抵漢口；後倉促從宜昌運至重慶，暫時存放在四川禁菸局倉庫，接著又不斷更換位置；1939年春再遷往宜賓，9月中旬抵達樂山安谷鄉，由歐陽道達出任樂山辦事處主任，因條件惡劣，部分文物常遭白蟻和倉庫滲漏危害。1939年6月，國立中央博物院籌備處部分貯放重慶的143箱文物也先後3批分別轉往昆明和樂山；隔年8月再分別遷到貴州安順和四川南溪李莊鎮，與中央研究院歷史語言研究所合署辦公。
北路7,285箱文物，由馬彥祥、那志良、吳玉璋、梁廷煒和曾湛瑤等人分3批設法在大屠殺5天前押離南京，沿津浦鐵路至徐州，轉隴海鐵路經西安運至寶雞關帝廟和城隍廟暫存，後改汽車載運，歷時48天才在1938年4月10日分別運達漢中文廟與褒城宗營鎮的馬家祠堂、范家祠堂和大廟；5月26日起經四川廣元蜀道翻越秦嶺，歷時10個月全數遷到成都大慈寺；同年7月11日全部運抵峨眉東門外大佛寺和西門外武廟安置，由那志良出任峨眉辦事處主任；1942年春又納入東門外金頂山腳土主祠和附近許氏祠堂來分散貯放風險。總計3路西遷搶運出16,735箱文物，2,953箱文物因長江下游已封鎖而滯留南京；日軍占領南京後騰出文物庫房，連同朝天宮一起改為傷兵醫院。
行政院在1939年7月頒布《抗戰損失調查辦法》和《抗戰損失查報須知》，展開被劫文物的調查蒐證作業。中華民國教育部接著在1945年11月1日成立清理戰時文物損失委員會，由主任委員杭立武、副主任委員李濟和梁思成等18名政府與學界代表組成，負責二戰後公私文物封存和清理等歸還物主的工作。12月27日，莫斯科外長會議決議由11個同盟國共同組成遠東委員會，主導軸心國歸還掠奪文物政策。李濟和張鳳舉等人隔年初便以盟國對日委員會中華民國代表團顧問及專門委員名義赴日本追查、交涉並索回部分珍貴古物，中華民國駐日本代表團為此也在9月25日成立日本賠償及歸還物資接受委員會統籌相關事宜。西遷文物則是在1946年1月陸續啟運至重慶，隔年3月6日全數運達；1947年6月19日再循水路運回南京，至12月9日全部運抵。隔年3月，國立中央博物院籌備處接收古物陳列所的商周銅器、漢朝文物、歷朝帝王像和邊疆民族標本等在內的古物，隨後邀請國立北平故宮博物院將所藏歷朝名畫和名窯珍瓷共同於5月29日在甫落成的館舍舉行為期10天的兩院聯合展覽會。

#### 播遷臺中
爆發後，隨即由行政院院長兼任國立北平故宮博物院理事長的翁文灝在1948年11月10日召開理事會，會中杭立武、朱家驊、傅斯年、李濟和王世杰等理事均同意由各機關揀選精品運往臺灣。會後國立北平故宮博物院、國立中央博物院籌備處、中央研究院歷史語言研究所、國立中央圖書館、國立北平圖書館和中華民國外交部等機構共同成立中央文物聯合保管處，由杭立武統籌文物運臺事宜；楊師庚和芮逸夫先前往臺灣進行勘察部署作業。
首批772箱文物由李濟、莊嚴和譚旦冏等9名人員從南京下關押運中鼎艦在12月26日抵基隆港，隔天清晨改裝火車運至楊梅通運公司的楊梅倉庫存放。次批3,502箱文物由那志良、吳玉璋、梁廷煒、昌彼得、李霖燦、高仁俊、索予明等12名人員押運招商局海滬輪運抵基隆港。除了中央研究院歷史語言研究所文物獨立貯放楊梅外，其餘連同首批存放楊梅的文物均於1949年1月9日轉運到臺中糖廠兩棟靠近振興路的倉庫內。末批原定搬運2,000箱文物，但崑崙艦一到中華民國海軍眷屬就搶先上船，迫使海軍總司令桂永清下令開放海軍官兵臥艙、甲板、餐廳和醫務室等空間容納箱件，實際上裝載了1,248箱文物，後由索予明和張德恒等4名人員在2月22日押抵基隆港，轉運至臺中糖廠；外交部檔案於稍後再從臺中運往臺北歸還外交部。遷臺期間，杭立武曾令在北平的馬衡院長將留置於當地的精選文物分批空運南京，但馬衡藉故推托以致一箱也沒有運出。最終因戰爭形勢突變僅運了3批文物，包括國立北平故宮博物院（2,972箱；597,556件冊）和國立中央博物院籌備處（852箱；11,865件冊）在內的6個機構，計有5,522箱文物。
1949年8月31日，中央文物聯合保管處和中華教育電影製片廠合併為國立中央博物圖書院館聯合管理處（簡稱聯管處），隸屬於中華民國教育部，由部長杭立武兼任主任委員。最初設址於臺中糖廠旁的香蕉市場對面（今臺中市政府警察局三分局立德派出所附近），其後，聯管處撥款新臺幣41,200元在臺中縣霧峰鄉吉峰村（今臺中市霧峰區吉峰里）北溝山麓承租面積104,337平方農地，再以新臺幣49萬餘元委由泰基工程司進行整體規劃，新建3座文物庫房、1棟辦公室和U字形防空坑道等，並在1950年4月13日開始遷入。5月10日公布《國立故宮中央博物院共同理事會組織規程》，理事會稍後在7月17日成立，21名理事推定李敬齋為理事長，王世杰、朱家驊、傅斯年、羅家倫、丘念台、井塘和程天放等人為常務理事，杭立武理事兼任秘書。1951年6月16日，兩院存臺文物清點委員會成立，由共同理事成員會同專家分批進行簡目性質的文物帳籍，直到1954年才告完成；這次清點編製的《國立故宮中央博物院理事會點查兩院存臺文物點查清冊》成為日後盤點的原始清冊。聯管處同時也著手集結兩院珍藏出版圖書，後續又向亞洲基金會請得補助款成立出版部門。
之後，國立中央圖書館恢復建制並接收國立北平圖書館文物，聯管處於是在1955年1月更名為中央運臺文物聯合管理處。同年11月撤銷教育電影組後，改為國立故宮中央博物院聯合管理處。1956年5月，亞洲基金會補助新臺幣688,000元設立面積56平方公尺的北溝文物陳列室，教育部另外撥款新臺幣288,000元訂製陳列櫃、鐵柵門和修建環境道路等；展廳於隔年3月24日舉行預展，25日起定期展覽。之後受亨利·魯斯邀請到華府、紐約、波士頓、芝加哥和舊金山等5個城市舉辦「中國古藝術品展覽」，間接影響了美國學術界對於中國藝術的研究和評價，接著在1963年與大學安娜堡分校合作成立中國相片檔案中心，為兩院的書畫和器物進行照片與幻燈片拍攝，作為美國各大學和研究機構對古代中國藝術史有系統研究的基礎。隔年又赴紐約參加「世界博覽會」。

### 臺北復院
北溝文物陳列室受限於展示空間狹隘且所處地點偏僻，社會教育功能無法有效發揮，加上簡陋館舍難敵雨水滲入庫房的危害，兩院共同理事會於是在1959年12月7日常務理事會提議於臺北興建現代化博物館，由兩院共同理事會理事長王雲五經請行政院院長陳誠同意撥款新臺幣6,200萬元興建，隔年9月便設立兩院遷建小組展開新館籌備工作。1965年8月16日公布《國立故宮博物院管理委員會臨時組織規程》，國立故宮中央博物院聯合管理處人員和其文物編入國立故宮博物院，並恢復建制隸屬於行政院。管理委員會主任委員王雲五在後續召開的會議中通過蔣復璁為院長的人事案，又選定於11月12日孫文百歲冥誕在臺北市士林區外雙溪流域現址開幕，時任總統蔣中正為此題署了「中山博物院」門額，廳內並設置孫文銅像作為紀念。之後，《國立故宮博物院辦事細則》、《國立故宮博物院組織條例》和《國立故宮博物院管理委員會設置要點》等法條相繼頒布施行。
繼而配合該院「吳派畫九十年展」、「元四大家特展」和「宋瓷特展」等各項專題展覽出版相關圖錄，又辦理「國際中國瓷器討論會」、「國際中國古畫討論會」與「中國書法國際學術研討會」等各種學術研討會和講座，院方也公然支持藝術史學家對該院典藏加以考訂源流，將相關成果載於《故宮季刊》、《故宮文獻季刊》和《故宮學術季刊》等出版品內，樹立往後古代中國藝術史的研究模式和策展型態；還引入亞洲基金會的財力，推動國立臺灣大學歷史學系研究所在1971年6月增設中國藝術史組（今國立臺灣大學藝術史研究所），並挹注師資教授和允許研究人員對它的院藏進行提件研究與學術交流等；後又成立科學保存技術室，讓博物館可以透過先進的儀器技術和科學方法來研究、維護古物或復原古代技藝，使古物的壽命延長；對於冷戰時期的古代中國藝術史研究起到了推波助瀾和整合的主導作用。1978年10月至1984年10月期間也和國史館共同就關外本《清史稿》進行審訂編校，完成《清史稿校註》。
杜正勝在2000年5月20日繼秦孝儀接掌國立故宮博物院後，隔年7月向行政院提報故宮新世紀建設計畫，其中包含以亞洲藝術文化為概念的南部院區籌建規劃，藉此將蒐藏視野和研究範疇擴及亞洲各個文明，也讓高度集中於臺灣北部的文化資源透過分享能縮小南、北部文化權的差距，且擴大展覽面積有助於提高藏品陳展數量和紓解北部院區展廳過度擁擠的人潮。游錫堃內閣先後在2003年1月3日和隔年12月15日核定此案設址於嘉義縣太保市蒜頭糖廠蔗田用地與國立故宮博物院南部院區籌建計畫，之後納入挑戰2008國家發展重點計畫國際藝術及流行音樂中心政策一環。蘇貞昌內閣於2007年1月17日提出將《國立故宮博物院組織法》第1條的蒐藏「中國古代」文物改為「國內外」文物，遭到立法院否決。2008年1月16日行政院發布《國立故宮博物院組織法》，同年3月7日核定《國立故宮博物院處務規程》，3月13日起施行的規程第5條中，即增設南院處。之後，國立故宮博物院南部院區籌建修正計畫於2010年10月22日核定，在歷經杜正勝、石守謙、林曼麗、周功鑫和馮明珠等5任院長接續推動籌備後，於2015年12月28日試營運，自此形成國立故宮博物院組織架構下，擁有位階平行的北部院區和南部院區2座展覽場域。
從2001年的數位先導計畫開始，國立故宮博物院陸續參與了國家科學委員會（今中華民國國家科學及技術委員會）多項專題研究計畫以及數位典藏與數位學習國家型科技計畫，讓教育資源可以透過多媒體藝術呈現和文化創意產業應用等方式，突破實體展覽場域限制而更貼近大眾。同時也將1975年起專門負責出版品發行和文化創意產品開發與銷售業務的故宮文物圖錄印製作業基金納入文物蒐購業務，並更名為故宮文物藝術發展基金。2004年起用「Old is New時尚故宮」概念行銷典藏，推出《國寶總動員》、《經過》、《盛世裡的工匠技藝》和《透視內幕：國立故宮博物院》等多部3D動畫片、電影和紀錄片，教育推廣之餘也藉此重塑新的形象。繼又參考美國博物館協會和巴黎大皇宮博物館聯會等機構在各種類型授權業務的經營模式，於2006年援用文化資產保存法第69條制定收費標準，帶動整體營收增長，包括權利金、衍生性商品販售、餐飲業務和各界捐款等在內的2014年度歲入為新臺幣25億5,526萬3,950元，門票收入約占21.57%；歲出為新臺幣37億3,063萬7,647元，南部院區籌建款約占43.75%。
國立故宮博物院從2007年7月起，搭配故宮週末夜表演活動於夜間開放參觀，後來整體開放時間隨著參觀人數逐年攀升而拉長，2016年計有614萬2,892人次造訪為歷年新高。除了提供專人導覽解說、弱勢社群的視障和手語導覽、針對兒童的標準漢語及英语語音導覽，一般民眾有標準漢語、英語、日语、韓語、粤语、泰语、越南语、印地语、西班牙语、法语、德语、臺語和客語等語言的語音導覽，以及配合各項展覽所建置的「帶著故宮走」與「故宮常設展」等多款APP服務可選擇。歷來舉辦的「赫赫宗周——西周文化特展」、「明四大家特展——唐寅」和「藏鋒——陳澄波百二誕辰東亞巡迴大展」等多項專題特展均名列當年度全球最受歡迎藝術展覽。也於1970年代挑選文物赴日本和韓國參展，華府國家藝廊率先在1991年以《豁免司法扣押法》保證借展文物於當地展出期間不受司法扣押或追訴影響來提出邀約，後續的美國、法國、德國、奧地利、日本和澳大利亞等國家主要博物館也在取得具有同等效力的法律保障後，進而展開雙方的合作計畫。

## 組織與建築
國立故宮博物院依法設置院長一人，副院長二人（常務、政務各一），主任秘書一人。下設綜合規劃處、器物處、書畫文獻處、登錄保存處、行銷業務處、展示服務處、南院處、數位資訊室、秘書室、人事室、主計室、政風室，共7處5室12個單位。
國立故宮博物院依據2008年3月7日行政院核定的《國立故宮博物院處務規程》，以「一個組織、一套制度、全宗典藏、分處管理、文物不分散」規章營運位階平衡的北部院區和南部院區。

### 北部院區

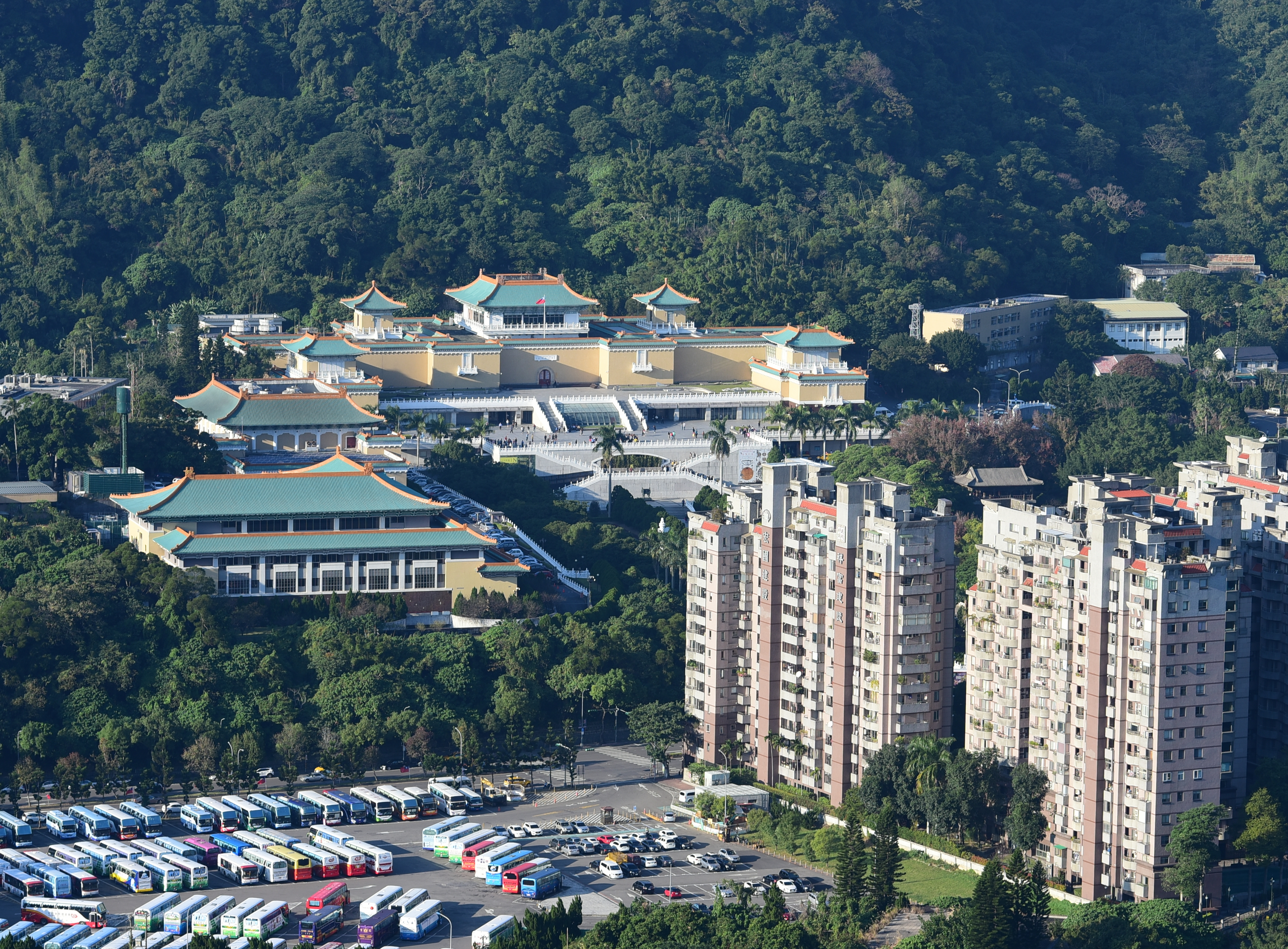
國立故宮博物院北部院區全景

國立故宮博物院位於臺北市士林區現址的北部院區，鄰近未來台北捷運環狀線北環段Y28故宮車站（新建中），占地212,000餘平方，總樓地板面積58,145平方公尺。正館建築設計起初由共同理事會常務委員兼兩院遷建小組召集人王世在1961年邀請王大閎、吳文喜、楊卓成等5名建築師以不公開競圖方式產生，後來王大閎結合密斯·凡德羅簡約風格理念與雙曲面倒傘狀結構屋頂的現代主義建築形式勝出；但副總統兼行政院院長陳誠對此結果不甚滿意，評審之一的陳其寬轉而委託建築師黃寶瑜重新設計並執行此案。1962年6月18日舉行了開工奠基儀式，黃色正脊和綠色琉璃瓦盝頂式明堂建築，配上米黃色石英質無釉面磚外墻，主體在1965年8月落成，同年11月12日啟用。兩翼建築和護龍大致沿用相同立面形式，分別在1967年8月和1970年3月完工，使正館整體格局呈中軸對稱的凹字形配置；該配置之建築本體和前方地景、華表大道、天下為公牌樓等併於2020年10月26日公告列屬臺北市歷史建築；後方鋼筋水泥壁的山洞庫房為1974年所建。接著在2007年2月8日完成參觀動線改善和建物耐震補強工程，現正館面積為24,124平方公尺。
行政大樓面積12,496平方公尺，在1984年3月啟用後，除了瓷器品項仍貯於山洞庫房外，其餘藏品陸續都移置行政大樓地下室自動化的庫房內，正館展廳也全面建立起防火、防震、防盜和恆溫、恆溼等管控措施。1996年4月啟用開放的圖書文獻大樓面積13,814平方公尺，大宗善本古籍和檔案文獻改貯藏於此。其中一樓1,220平方公尺的場域規劃為第二展覽區，用於舉辦各項特別展覽；二樓至四樓的圖書文獻館則採取開架陳列方式，供各界提閱古籍和文獻的副本，以及閱覽參考各種藝術文化、文物維護和博物館學等類別的中、外文圖書與學術期刊等。由於院區館舍空間仍不足以因應組織擴編後的辦公需求及日益增加的典藏和訪客量車潮及未來捷運人潮，時任院長林正儀任內提出「新故宮計畫」，計畫中的整擴建故宮北院包含圖書文獻大樓及研究大樓整建工程、第二行政大樓整建工程、新行政大樓及新圖書館新建工程、正館整建工程及西南角增設無障礙電梯工程，共構未來台北捷運環狀線Y28故宮車站。
此外，1983年10月在張大千遺贈的臺北故居摩耶精舍成立張大千先生紀念館；隔年仿效養心殿西室書房於正館四樓規劃三希堂來提供遊客茶點和熱食。1985年和1994年於館舍兩側再仿效中國園林分別設置至善園與至德園。正館右前方面積4,810平方公尺由姚仁喜設計的帷幕牆建築，是以BOT模式興建運轉的故宮晶華餐廳，自2008年6月25日開幕營運以來，除了結合國立故宮博物院藏品推出國寶宴，也提供各式中華料理和臺灣小吃。

### 南部院區
國立故宮博物院位於嘉義縣太保市現址的南部院區，占地約703,334平方公尺。博物館主體建築最初是由建築師安東尼·普里達克在2004年11月24日的國際競圖中獲得設計主導權，國立故宮博物院南部院區籌建計畫稍後在12月15日核定。不過，其後遭特別預算凍結，執行階段又先後發生景觀和建築顧問等標案違約終止契約所衍生的履約糾紛，以及莫拉克颱風沖毀院區部分基地土堤造成損害等諸多問題，致使計畫一再延宕而做通盤檢討修正。2010年10月22日修正計畫核定後，同年12月23日改委由中華民國內政部營建署代辦興建相關工程，並結合民間企業資源，分期建設院區。
首期約200,000平方公尺的博物館區相關工程，包括軟體建置計畫在內的整體工程預算約新臺幣79.33億元，博物館主體建築核定興建面積59,958平方公尺，首期開發面積為38,413.07平方公尺。由姚仁喜領軍設計監造的博物館主體建築工程和長度141.74公尺的至美橋先後在2013年2月和11月動工，2015年12月28日啟用試營運。他的設計理念是由象徵水墨畫濃墨和飛白筆法的博物館主體建築，以及銜接迎賓大道、至美橋延伸到中庭的流線形渲染筆法所構成。墨韻樓設有展廳和典藏庫房；採用鋼結構和混凝土建材，弧形外牆裝飾著馬賽克磁磚和35,861個5種尺寸的鑄鋁圓盤，羅列成似青銅器上的龍紋和雲紋，賦與建築如同青銅器般厚重沉穩意象。飛白館設有售票、接待大廳、兒童創意中心、圖書館、禮品供應中心、餐飲部和多功能演講廳等空間；通體採用鋼結構和由玻璃帷幕曲牆包覆，別於墨韻樓僅用98個小圓窗引進自然光到參觀走道，與墨韻樓一虛一實的交錯，意謂著亞洲文明的交織融合。

## 歷任首長
名單來自國立故宮博物院網站。

### 博物院首長
| 姓名                                                                      | 就职时间               | 卸任時間               | 備註 |
| 故宮博物院理事會理事長                                                    | 故宮博物院理事會理事長 | 故宮博物院理事會理事長 | 故宮博物院理事會理事長                                                                                            |
| ------------------------------------------------------------------------- | ---------------------- | ---------------------- | --- |
| 李煜瀛                                                                    | 1925年9月29日          | 1926年3月18日          | 成立之初未設院長，由理事長主持院務                                                                                |
| 盧永祥                                                                    | 1926年3月              | 1926年7月              | |
| 故宮保管委員會                                                            |                        |                        | |
| 杜錫珪                                                                    | 1926年7月              | 1926年9月間            | 杜錫珪內閣另成立欲取代之                                                                                          |
| 故宮博物院管理委員會委員長                                                |                        |                        | |
| 王士珍                                                                    | 1927年10月             | 1928年6月21日          | |
| 故宮博物院院長                                                            |                        |                        | |
| 易培基                                                                    | 1928年6月21日          | 1933年10月             | 首任院長 |
| 馬衡                                                                      | 1933年7月              | 1934年5月7日           | 副院長代理院長 |
| 國立北平故宮博物院院長                                                    |                        |                        | |
| 馬衡                                                                      | 1933年10月             | 1949年8月              | 日軍佔領北平後仍留在紫禁城。1949年1月31日，中共人民解放軍進入北平；2月7日故宮博物院慶祝解放恢復開放，馬衡仍留於院 |
| 國立中央博物院籌備處主任 國立北平故宮博物院南京分院，1933年文物南遷後成立 |                        |                        | |
| 傅斯年                                                                    | 1933年4月              | 1934年7月              | |
| 李濟                                                                      | 1934年7月              | 1949年                 | 1949年4月23日中共人民解放軍佔領南京。隔年中華人民共和國在原址成立南京博物院                                       |
| 國立中央博物圖書院館聯合管理處主任委員                                    |                        |                        | |
| 杭立武                                                                    | 1949年9月              | 1956年6月              | |
| 孔德成                                                                    | 1956年7月              | 1964年4月              | |
| 何聯窐                                                                    | 1964年5月              | 1965年8月              | 9月臺北建館 |

### 指導會首長
| 姓名                                       | 就職時間       | 卸任時間       | 備註                                   |
| 清室善後委員會                             | 清室善後委員會 | 清室善後委員會 | 清室善後委員會                         |
| ------------------------------------------ | -------------- | -------------- | -------------------------------------- |
| 李煜瀛                                     | 1924年11月20日 | 1926年4月5日   |                                        |
| 故宮博物院臨時董事會→故宮博物院董事會      |                |                |                                        |
| 莊蘊寬                                     | 1926年3月      | 1926年7月      |                                        |
| 故宮博物院維持會會長                       |                |                |                                        |
| 江瀚                                       | 1926年10月9日  | 1927年10月21日 |                                        |
| （國立北平）故宮博物院理事長               |                |                |                                        |
| 李煜瀛                                     | 1928年10月8日  | 1933年7月22日  |                                        |
| 張靜江                                     | 1933年7月22日  | 1934年4月4日   |                                        |
| 蔡元培                                     | 1934年4月4日   | 1936年5月26日  | 日軍佔領北平後，11月蔡經上海到英屬香港 |
| 國立故宮中央博物院共同理事會理事長         |                |                |                                        |
| 李敬齋                                     | 1951年1月      | 1952年7月      |                                        |
| 王雲五                                     | 1952年7月      | 1965年5月      |                                        |
| 國立故宮博物院管理委員會主任委員（召集人） |                |                |                                        |
| 王雲五                                     | 1965年         | 1979年         | 主任委員                               |
| 嚴家淦                                     | 1979年         | 1991年         | 主任委員兼召集人                       |
| 國立故宮博物院指導委員會主任委員（召集人） |                |                |                                        |
| 謝東閔                                     | 1991年         | 1997年         | 召集人                                 |
| 李元簇                                     | 1997年         | 2000年         | 主任委員                               |
| 李遠哲                                     | 2000年         | 2008年         | 主任委員兼召集人                       |
| 林百里                                     | 2008年         | 2014年         | 召集人                                 |
| 國立故宮博物院指導會召集人                 |                |                |                                        |
| 林百里                                     | 2014年         | 2016年         |                                        |

### 國立故宮博物院院長
| 任次               | 像片               | 姓名               | 政黨               | 就職時間           | 卸任時間           | 備註                                       |
| 國立故宮博物院院長 | 國立故宮博物院院長 | 國立故宮博物院院長 | 國立故宮博物院院長 | 國立故宮博物院院長 | 國立故宮博物院院長 | 國立故宮博物院院長                         |
| ------------------ | ------------------ | ------------------ | ------------------ | ------------------ | ------------------ | ------------------------------------------ |
| 1                  |                    | 蔣復璁             | 中國國民黨         | 1965年8月          | 1983年1月15日      |                                            |
| 2                  |                    | 秦孝儀             | 中國國民黨         | 1983年1月16日      | 2000年5月19日      | 最長任期的故宮院長                         |
| 3                  |                    | 杜正勝             | 無黨籍             | 2000年5月20日      | 2004年5月19日      | 歷史學者                                   |
| 4                  |                    | 石守謙             | 無黨籍             | 2004年5月20日      | 2006年1月25日      | 藝術史研究者                               |
| 5                  |                    | 林曼麗             | 無黨籍             | 2006年1月25日      | 2008年5月19日      | 藝術教育學者，前台北市立美術館館長         |
| 6                  |                    | 周功鑫             | 無黨籍             | 2008年5月20日      | 2012年7月29日      | 博物館學學者                               |
| 代理               |                    | 周昆               | 無黨籍             | 2012年7月30日      | 2012年9月18日      | 副院長代理                                 |
| 7                  |                    | 馮明珠             | 無黨籍             | 2012年9月18日      | 2016年5月19日      | 博物館學學者                               |
| 8                  |                    | 林正儀             | 無黨籍             | 2016年5月20日      | 2018年7月15日      | 前國立臺灣美術館館長、國立台灣交響樂團團長 |
| 9                  |                    | 陳其南             | 民主進步黨         | 2018年7月16日      | 2019年1月13日      | 前文建會主委                               |
| 代理               |                    | 李靜慧             | 無黨籍             | 2019年1月14日      | 2019年2月13日      | 副院長代理                                 |
| 10                 |                    | 吳密察             | 民主進步黨         | 2019年2月14日      | 2023年1月30日      | 歷史學家，前國史館館長                     |
| 11                 |                    | 蕭宗煌             | 無黨籍             | 2023年1月31日      | 現任               | 前國美館、臺博館館長、文化部政務次長       |

## 藏品
皇家舊藏奠定國立故宮博物院蒐藏的基礎，包括庋藏於原國立北平故宮博物院的597,556件文物、國立中央博物院籌備處的11,865件文物和國立北平圖書館的21,602件文物，另有日本戰後歸還的1,275件文物和司法行政部（今中華民國法務部）移交的73件日偽司法機關印章，以及按《故宮文物藝術發展基金收支保管及運用辦法》和《國立故宮博物院藏品徵集辦法》規定，經由該院研究人員和外聘委員循預審、初審及複審等程序審查同意徵集與蒐購的各項文物。管理委員會自1989年起邀集45名學者和專家組成委員小組，對該院所藏文物做全面的詳載登錄尺寸、重量和狀況，並附編號標籤，拍照建檔以利日後辨識，至1991年5月完成《民國79年度清點清冊》。第三次全面盤點邀請72名學者和專家結合數位化建檔於2012年4月27日完成。各類藏品截至2021年9月30日為止，有書畫13,763件、銅器6,241件、陶瓷器25,595件、玉器13,478件、漆器773件、琺瑯器2,520件、緙繡308件、織品1,626件、雕刻666件、文具2,379件、錢幣6,953件、雜項12,495件、善本書籍216,507件和檔案文獻395,551件等，總計698,855件珍藏。

### 繪畫

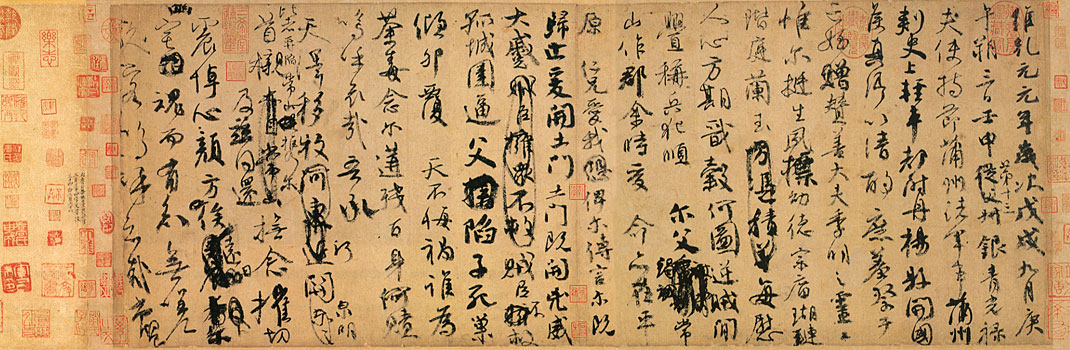
顏真卿〈祭姪文稿〉，758年

國立故宮博物院藏有9世紀中期以降持續至當代的繪畫作品，形式上多為可懸於廳堂的水墨畫掛軸。各種類型題材的水墨畫作以畫家模擬物象再現真理，走向內心自我投射的10世紀晚期至14世紀山水畫對東方人文思想尤具啟發，也是風景畫發展過程中重要里程的見證。像是范寬在中軸鼎立的山勢下綴有商旅和建築等點景，傳達萬物生息不滅，人如同浩瀚宇宙間短暫過客哲理的〈谿山行旅圖〉；郭熙呈現冬、春交替之際，大地瑞雪消融和水氣煙嵐的復甦景象，同時以穩定構圖寓意君臣倫理尊卑秩序的〈早春圖〉；李唐融合主峰鼎立與近景松林溪澗，展現大自然頑強生命力和詩意追求的〈萬壑松風圖〉；馬遠描繪文士帶著攜琴僮僕外出春遊，衣袖無意間觸動了野花並驚嚇到柳枝上啼鶯的〈山徑春行圖〉；夏珪在熟紙長卷上用渴墨繪形廓和肌理，隨即以濕筆擦染，表現江南景色淋漓壯闊的〈溪山清遠圖〉；武元直描寫蘇軾偕同兩位友人及船夫於赤壁夾岸江面泛舟夜遊，緬懷古代英雄和戰爭場景的〈赤壁圖〉；趙孟頫為彌補好友周密未曾造訪祖籍齊州的遺憾，創作並致贈的文人畫樣式青綠山水〈鵲華秋色圖〉；黃公望用修道餘暇隨興添墨、補筆，花了3年多描寫富春江一帶景致和生活寫照，後來卻歷經火殉劫難歸來的〈富春山居圖〉無用師卷；吳鎮仰賴占卜命理維生，透過作畫來暗喻自己無所營求和漁隱嚮往的〈漁父圖〉；倪瓚一河兩岸式構圖，以荒瘠土坡和疏落枝葉反映自身節操清高的〈容膝齋圖〉；沈周為祝賀老師陳寬70歲生日繪製獻上的〈廬山高圖〉，以及描述自身在深山寒夜醒來，挑燈夜讀沉思的〈夜坐圖〉；文徵明表達欣賞倪瓚高尚人格特質所作的〈江南春圖〉，以及強化二度空間構圖，讓飛泉在滿佈松柏的畫面中數折而下的〈古木寒泉圖〉；唐寅藉由高士聆聽松泉山籟，表明自己寄興於山水、與世無爭的〈山路松聲圖〉。
文同運用飛白筆法和濃淡墨色描寫懸崖邊垂枝的文人墨竹畫〈墨竹圖〉；宋徽宗趙佶以粗筆繪汀渚水鳥於粉箋紙上，粉箋經過長時間剝落後呈現出花鳥畫樸拙趣味的〈池塘秋晚圖〉；馬遠營造寒雪冷清意境，迫使白鷺鷥群蜷縮在岸灘和崖邊的〈雪灘雙鷺圖〉；崔白透過敏銳觀察，捕捉到兩隻山喜鵲向闖入領域的野兔鳴叫示威和對峙瞬間的〈雙喜圖〉；劉貫道記錄元世祖忽必烈偕同徹伯爾皇后和侍從一行人在沙漠中馳騁狩獵情景的〈元世祖出獵圖〉；影響室町時期禪宗畫深遠的梁楷，他用減筆寫意繪成的〈潑墨仙人圖〉；趙幹呈現冬雪初降之際，漁家不畏天寒在江上捕魚作活，岸上行旅因禁不起冷冽疾風而露出行進困難樣貌的〈江行初雪圖〉；集陳枚、孫祜、金昆、戴洪和程志道等人的各家專長，融合歷朝版本並增添明清時期風俗題材及單點透視原理而成的清院本〈清明上河圖〉；仇英描述百餘名妃嬪、宮女和宦官們於春天清晨在宮苑活動情景，以及毛延壽為王昭君畫肖像故事背景的仕女畫〈漢宮春曉圖〉；畫家呈現晚唐宮廷女樂師們圍坐在方桌前演奏樂器、飲酒品茗和休憩情形的〈宮樂圖〉；劉松年工筆重彩印度高僧倚著石榴樹專注於思考，而一旁僧侶想用衣缽承接長臂猿所摘石榴一幕的〈羅漢〉；張勝溫筆下大理國宣宗段智興率領文、武官員禮佛，以及繪有十六國王和數百名佛教人物的〈畫梵像〉。此外，由宋太祖趙匡胤以降歷朝宮廷畫家奉命繪製的159幅帝王和59幅皇后肖像畫，以及202幅先聖名臣人物畫像，形象生動傳神之外，也是研究《宋史》、《元史》和《明史》所載皇室衣冠妝飾和奉安祭祀禮制等方面的參考依據。

### 書法
國立故宮博物院藏有7世紀以降持續至當代的書法、法帖和拓片，這之中的古代作品在漢字文化圈是書寫記事和彰顯書法家與知識分子學養品德的具體象徵，其中有不少為書法學習者所取法，對於歷來書風發展的軌跡和鑑別蒐藏的品味都能有一個脈絡可循。像是現代人便可透過唐朝人用雙鉤廓填法複製的〈平安帖〉、〈何如帖〉、〈奉橘帖〉、〈遠宦帖〉和臨摹的〈快雪時晴帖〉等信札，以及相傳為歐陽詢據王羲之原件所摹並刻碑上石的原石北宋搨〈定武蘭亭真本〉，來探究王羲之於楷書、行書和草書的可能風貌；孫過庭以章草駢文辭藻形式總結學習前人書法心得，並歸納分析學習書法理論和方法所作的〈書譜〉；朱巨川被朝廷授與擔任大理評事兼州鍾離縣令官職的任職令〈朱巨川告身〉；懷素記述生平，以及摘錄部分當時公眾人物贈與詩文評價他狂草造詣的〈自敘帖〉；顏真卿在祭文草稿記錄了姪兒顏季明奮勇抵抗安史之亂叛軍卻慘遭壯烈犧牲的行草書〈祭姪文稿〉，字裡行間不時透露出書寫時悲慟和憤慨的情緒起伏，以及在得知朝廷平定魏博節度使田承嗣黨羽並派劉清潭慰勞瀛州的消息後，用寬慰激動心情於藍箋紙寫下的行草書〈劉中使帖〉。
蘇軾因烏臺詩案被貶為黃州團練副使後的第三年，有感於仕途不得志和生活窮愁困頓而抒發的行書〈黃州寒食詩帖〉；黃庭堅歌詠景物並懷念與蘇軾等人深厚情誼而寫下的行楷書〈松風閣詩帖〉，以及用行書抄錄改寫寒山數則關於人生無常哲理的偈語禪詩〈寒山子龐居士詩帖〉；米芾接受林希邀請到太湖附近的苕溪遊覽勝景，在蜀素絹上創作數首記遊和送行詩作的行書〈蜀素帖〉；蔡襄請託人按照本帖澄心堂紙或另附張樣製作百幅類似品質紙張所寫的〈澄心堂紙帖〉；宋徽宗趙佶形容滿園繁花美不勝收，讓人願意化身為舞蝶隨晚風迷失在花徑中的瘦金書〈詩帖〉；宋高宗趙構賦與岳飛邊關軍務全權而寫下的〈賜岳飛手敕〉；吳琚行書出自蔡襄〈訪陳處士〉詩文中，描述他在春暖時節前去友人住處拜訪，感受到鳥語花香居家環境的〈七言絕句〉立軸；趙孟頫在趵突泉遊歷歸來，特別致贈好友周密的楷書〈趵突泉詩〉，以及他將書法運筆時的提頓起伏變化融入繪畫、冊頁起首繪有蘇軾白描畫的行書〈赤壁二賦〉；鮮樞為記錄珍藏了一面稀有透光鏡而以行楷書寫下的〈透光古鏡歌〉；祝允明自認媲美張芝狂草境界的〈雜書詩帖〉；文徵明追求王羲之如同冰一般清秀高潔筆法所寫的小楷書〈醉翁亭記〉。

### 銅器
國立故宮博物院藏有1,900餘件在青銅時代被視為王權合法性依據和階級身分象徵的宗廟彝器，這些前16世紀至前3世紀中期的先秦銘文青銅器多半是已經過除鏽上蠟處理的熟坑青銅器，為金石學家探究上古史的第一手資料和書法家研習大篆的文本。像是〈宗周鐘〉鐘面所鑄123字大篆書法敘明周厲王因為親征獲使南方和東方26國臣服而下令鑄造此甬鐘，並以祭天追孝方式祈求福祐子孫，是件鐘面飾有夔龍紋和36枚乳突，鼓部中央和側邊可以敲出兩個不同頻率音響的雙音鐘；〈散氏盤〉腹內350字約劑條文記載著夨國用賠償田地來作為侵略散國的代價，以及轉讓田地時履勘的經過，是瞭解西周土地契約制度的實物文獻，它橫扁體勢且奔放風格的大篆書法實際上已開啟了草篆書風的先河；〈毛公鼎〉腹內的500字冊命書即顯示周宣王初即位時中興的企圖心，因此授與天子之下一人的管理職權和豐厚的賞賜給他的叔父毛公，還誥誡叔父和他的族人要忠心輔佐並肩負起保衛宗室的責任，散文內容無一不是傳達出周天子對叔父的深切期許；〈頌壺〉在蓋和器沿口有一組152字相同字樣的大篆，記錄頌接受冊命的典禮流程，包括頌在周王即位後進入宗廟中庭並出示命書，接著史官宣讀由頌掌管周室倉庫和所受賞賜，頌在接過命書佩帶出廟後，再返回獻納覲見用的玉璋等細節，文末不忘提及慎終追遠的觀念。
商朝的青銅器在形制和紋飾變化上更具巧思，像是器身布滿夔龍紋和鳥魚紋，腹內有龍紋浮面居中的大型水器〈蟠龍紋盤〉；該院所藏17件鑄有亞醜族徽的青銅器，其中9件為方形器，特徵在合範處都有突出的雙鉤棱脊裝飾，且配合器形外觀改以方形雷紋襯底，像是殷商晚期方形酒器〈亞醜方觚〉；器身各處飾有雷紋、夔紋、鳥紋和饕餮紋的〈亞醜方簋〉，雙耳是以獸首啣鳥附垂珥做為裝飾；大口折肩〈亞醜方尊〉，活動式的8個獸首是利用榫卯結構獨立鑄造；腹底有「作寶簋」銘文的〈雙龍紋簋〉，各異的雙龍首蓋、菱格紋器身和夔紋圈足，加上雙半環耳附垂珥，罕見於商、周兩朝簋器；新莽劉歆在9年（始建國元年）派人遵循《周禮·考工記》所載製作的10進位制度量衡〈嘉量〉，216字銘文說明全器斛、斗、升、合、龠等5個量體的尺寸和容積計算方法，據此可以考訂宮聲的音律並得知所採用的圓周率為3.1566。此外，還有購藏和受贈自彭楷棟舊藏的438件亞洲各地金銅佛像，像是著袒右肩式僧衣結跏趺坐於仰覆蓮瓣的須彌座上，左、右手分別握衣角和施無畏印，下層臺座的前、後及兩側分別有2隻回首立雕獅子、55字題記與供養人浮雕，另鑄的背光正面內、外圈分別雕有7尊佛像及Ｕ形火焰紋，背面有佛誕生、初轉法輪和《維摩詰經·文殊問疾品》等場景的477年（北魏太和元年）青銅鍍金〈釋迦牟尼佛坐像〉。

### 陶瓷器
相較於國立故宮博物院所藏新石器時代仰韶文化的〈彩陶立梟罐〉和龍山文化的〈黑陶高足杯〉各自展現初民對窯燒技術的掌握和功能需求上的差異，陪葬品形式存在於古代喪葬文化中的西漢〈黑陶繭式壺〉和唐朝〈灰陶加彩仕女俑〉等陶器，以及邢窯〈白釉玉璧足茶碗〉、五代時期的越窯〈秘色青瓷洗〉、翡色釉裡帶有透明質感的高麗〈青瓷花形缽〉和江戶時期描繪仙人乘錦鯉在海上遨遊的伊萬里金襴手樣式有田窯〈五彩琴高仙人碗〉等瓷器典藏，宋朝以降五大名窯瓷器、明朝官窯瓷器、盛清畫琺瑯和洋彩瓷器等10世紀中期至19世紀供皇家御用的官窯瓷器是該院藏瓷特點。像是該院所藏21件以瑪瑙入釉、滿釉支釘燒的北宋汝窯瓷器中，簡約造型裡帶有如雨過天青般釉色的溫酒具〈青瓷蓮花式溫碗〉，以及釉面沒有開片紋路的〈青瓷無紋水仙盆〉；織錦緞背心有刻劃纏枝牡丹紋飾和印花的〈白瓷嬰兒枕〉等近800件定窯瓷器蒐藏；外形取自青銅器，頸腹飾有兩道凸起弦紋和一對管狀貫耳的南宋官窯〈青瓷貫耳壺〉；頸部飾有一對鳳凰附耳的粉青釉龍泉窯〈青瓷鳳耳瓶〉；全器施米色青釉的哥窯〈米色高足碗〉；葡萄紫泛藍釉彩窯變的〈鈞窯丁香紫尊〉等100餘件鈞窯瓷器藏品；鈷藍釉面金銀描繪痕跡顯示受到伊斯蘭藝術影響的元朝景德鎮窯〈霽青單把杯〉和〈霽青盤〉成套酒器。
壺身用鈷料彩繪轉枝蓮花和海濤紋的明成祖永樂年間〈青花瓷花卉紋扁壺〉，以及瓶腹繪有回首三爪蟠龍，瓶頸和口沿有枝蓮等花卉紋飾的〈青花龍紋天球瓶〉；因壺口似僧伽帽得名的明宣宗宣德〈寶石紅釉瓷僧帽壺〉，以及調味用壺〈祭紅刻花蓮瓣滷壺〉和〈霽青刻花蓮瓣滷壺〉等；藏有傳世90%以上數量的明憲宗成化瓷器，像是結合釉下青花和釉上黃、綠、紅三色，呈現兩組子母雞覓食於野地享天倫樂的〈鬥彩雞缸杯〉10件，以及繪有象鼻夔龍舌吐蓮花和如意雲的成對〈鬥彩瓷天字夔龍紋蓋罐〉；罐身繪滿麋鹿、花卉、桃實和雲朵的明神宗萬曆〈五彩瓷百鹿尊〉；20件燒造於養心殿造辦處琺瑯作坊的清聖祖康熙〈宜興胎畫琺瑯四季花卉方壺〉和〈宜興胎畫琺瑯四季花卉蓋碗〉；集文人詩、書、畫、印於一器的成對〈琺瑯彩瓷赭墨山水碗〉和成對〈琺瑯彩瓷紅地梅竹先春碗〉等198件清世宗雍正琺瑯彩瓷；所藏500餘件清高宗乾隆琺瑯彩系列瓷器，其中洋彩瓷器是在琺瑯彩瓷基礎上融合西方繪畫技法的又一創新，像是成對〈瓷胎洋彩霽青描金游魚轉心瓶〉、〈瓷胎洋彩紅地團花山水湯碗〉和〈瓷胎洋彩瑞芝洋花蟬紋尊〉等「乾清宮頭等瓷器」，反映出清朝皇帝想吸取西方文化經驗並超越的企圖心。

### 玉器
國立故宮博物院典藏的新石器時代以降玉器，多為倫理上的敬天法祖和玉殮葬習俗所使用，原因在於東亞初民相信玉石蘊含通靈能量，所以巫師便透過玉石製作的祭器施法來溝通人神。像是興隆窪文化的〈玉耳飾玦〉和〈玉彎條形器〉；紅山文化以玄鳥銜天命繁衍氏族意象的〈玉勾雲形佩〉和卷曲渾圓的〈玉豬龍〉；龍山－齊家系外徑38.7公分至39.4公分寬的〈玉璧〉；有47.2公分高、17節68個神衹和祖靈小眼面紋，體現良渚文化天圓地方宇宙觀和崇敬信仰的〈玉琮〉；龍山文化雙翼牛角抽象面紋和猙獰具象面紋一體兩面的〈玉人面紋圭〉等象徵史前權力的禮器。伴隨人文主義興起，玉器自前20世紀開始淡化通靈色彩，逐步形成以圭璧組配為玉禮制的核心，像是夏朝發兵或調遣軍隊信物的〈牙璋〉；商朝祭典中用來招降、依附神靈的〈龍冠鳳紋玉飾〉；由163件玉石串成的西周〈帶璜組玉佩〉和縫綴著26片玉飾的喪葬面罩〈覆面玉石飾件〉；受到黃老道家思想潮流影響，漢朝貴族用來承接露水調玉屑服食以達到成仙目的，有a字形單柄的〈玉高足杯〉；融合西域元素的〈玉龍紋角杯〉和營造具有動態張力、意在能夠羽化登仙的帶翼神獸〈玉辟邪〉等象徵階級身分的墓葬品。
唐玄宗和宋真宗在帝國承平時期先後於725年（開元十三年）和1008年（大中祥符元年）舉行封禪典禮，在社首山築壇祭祀地衹儀式中各自所使用的祝禱文隸書〈禪地祇玉冊〉，以及附有52件飾有龍鳳紋和卷雲紋玉匱嵌片的楷書〈禪地祇玉冊〉，都是能夠補足《舊唐書》、《新唐書》、《宋史》和《宋會要》等史籍闕漏並刊正傳訛的實物文獻。10世紀中期至19世紀趨於寫實、多元樣貌的玉器是國立故宮博物院藏玉大宗，像是遼朝或北宋皇室所屬，雙面雕有三趾龍和鏤空卷草紋飾的〈玉鏤空龍紋盤〉；南宋仿三代玉壁雙螭紋和如意雲紋形制的〈螭紋璧〉；大雁在春天荷塘花叢竄走的元朝〈玉大雁帶飾〉；傳達鯉魚在躍過龍門，瞬間幻化成鰲這個過程的明朝〈玉鰲魚花插〉；外觀似荷葉形體、葉上有一雙璃、一隻螃蟹和黃甲登科吉祥話語的〈玉荷葉洗〉；將玉髓巧雕、石皮加以染色，呈現出東坡肉入微的毛細孔和肥瘦肉相間質感的〈肉形石〉；清高宗在迎接70歲和80歲生日前夕，為了期勉自身勵精圖治而下令製作的碧玉〈古稀天子之寶〉璽和〈八徵耄念之寶〉璽；利用翡翠顏色分布巧雕，以綠葉白梗象徵清白，葉上各有一隻螽斯和蝗蟲寓意子孫綿延的清德宗瑾妃嫁妝〈翠玉白菜〉。300餘件來自南亞、中亞和西亞至東歐的15世紀至19世紀早期伊斯蘭玉器蒐藏，像是帝國沙加罕時期融合瓠瓜和蓮花外形、歐洲莨苕葉紋裝飾柄端和器緣的碧玉〈瓜瓣杯〉；運用高純金鑲嵌技法製作出規律對稱花葉紋的〈嵌紅綠寶石白玉盤〉和〈碧玉金絲盤〉，以及三角形鐵質劍身後端有鍍金黃銅飾片和H形玉製劍柄上鑲嵌有寶石與金箔包覆鐵絲線裝飾的〈卡達短劍〉；將每瓣花葉紋淺浮雕成圓形或橢圓形凹窩的帝國〈雕花蓋罐〉。還有汪精衛1941年6月訪問大日本帝國時，獻給昭和天皇的〈碧玉屏風〉、香淳皇后的一對〈翡翠雕花鳥瓶〉和貞明皇太后的一對〈白玉花鳥瓶〉。

## 爭議
疑似隱匿瓷器文物受損事件
2022年10月28日，國民黨立委陳以信在立法院指出，同年2月國立故宮博物院進行「數位典藏」及清查時，有員工不慎打破清代龍紋碗，而故宮院長吳密察涉嫌下令掩蓋此事。2022年10月31日，故宫博物院向立法院递交了初步调查报告，报告显示导致文物毁损的可能原因包括：关上储存文物的铁箱时，因人为施力按压或空间缩减导致文物碰撞、或是之前就有肉眼无法看见的暗伤或裂璺，並發表聲明表示絕無隱匿之事。11月3日，故宫博物院決定就該事件惩处两名职员，其中一人记一大过，另一人记申诫二次。
正館裝修計劃影響整體景觀
2022年，故宮博物院計劃於正館大門設玻璃入口亭，由於擔心遮蔽整體意象，遭文資會強勢否決。2024年，故宮堅持設立入口亭，並規畫二樓設咖啡廳，部分民間團體擔憂故宮變得「不中不西、不倫不類」，且增加發生火災的可能性。

## 大眾文化
電影
- 《經過》（2004年）
- 《天邊一朵雲》（2005年）
- 《穿牆人》（2007年）

電視劇
- 《瑰寶1949》（2011年）

故宮題材作品
- 「神器活現Online」：將館藏化身為3D線上遊戲，原訂於2005年8月正式上線，然而公測結束後因製作細節不完善，上櫃公司寰訊亦發生經營問題，遊戲始終無法正常營運。[197]
- 《故事宮寓》（2020年）

## 外部連結
- 國立故宮博物院 （页面存档备份，存于）
- 國立故宮博物院（北部院區）的Facebook專頁
- 國立故宮博物院（北部院區）的Instagram帳戶
- 國立故宮博物院圖書館 （页面存档备份，存于）
- 國立故宮博物院（南部院區） （页面存档备份，存于）
- 國立故宮博物院（南部院區）的Facebook專頁
- 國立故宮博物院（南部院區）的Instagram帳戶
- 國立故宮博物院Open Data資料開放平臺 （页面存档备份，存于）
- YouTube上的國立故宮博物院頻道
- 國立故宮博物院-臺北旅遊網（页面存档备份，存于）
- 國立故宮博物院-交通部觀光署（页面存档备份，存于）